# Albert Dhulst
Albert Henri Dhulst, né le 25 septembre 1909 à Tourcoing et mort le 19 avril 1984 à Dole, est un footballeur français, évoluant au poste de défenseur.

## Biographie
Ancien joueur de l'US Tourcoing, Albert Dhulst signe en 1932 à l'Excelsior AC Roubaix, qualifié pour le championnat de France de football professionnel. En 1933, il remporte avec l'Excelsior la Coupe de France de football après une finale fratricide face au RC Roubaix. De 1932 à 1939, il est le seul joueur en France à ne pas manquer un seul match de championnat de Division 1, soit 194 apparitions. Il ne manque non plus aucun des 25 matchs de Coupe de France disputés par son club. Albert Dhulst est par ailleurs le joueur à avoir joué le plus de matchs dans l'élite avec l'Excelsior AC.
En 1945-1946, il dispute les deux derniers matchs de sa carrière professionnelle sous les couleurs du CO Roubaix-Tourcoing, résultat de la fusion en 1944 de l'Excelsior avec le RC Roubaix et l'US Tourcoing.

## Carrière de joueur
- 1932-1939 : Excelsior AC Roubaix (D1, 194 matchs)
- 1945-1946 : CO Roubaix-Tourcoing (D1, 2 matchs)

## Carrière d'entraîneur
- 1946-1950 : F.C.Dole
- 1950-1951 : R.C.Lons-le-Saunier
- 1951-1956 : F.C.Dole